# Käthe Kollwitz
Käthe Kollwitz
[kɛː.tə kɔl.vɪt͡s], nom d'usage de Käthe Schmidt, née le 8 juillet 1867 à Königsberg (Royaume de Prusse) et morte le 22 avril 1945 à Moritzburg (Saxe), est une sculptrice, graveuse et dessinatrice parmi les plus représentatives de l'expressionnisme allemand
.   

## Biographie

### Enfance et formation
Käthe Schmidt est la cinquième enfant de Karl Schmidt, d'abord étudiant en droit devenu maître maçon et socialiste, et de Katharina Rupp, fille de pasteur,. Elle a un frère aîné Conrad (1863-1932) qui sera économiste, journaliste et membre du SPD et un frère cadet, Benjamin, dont le décès prématuré causera à Käthe une immense douleur.
Elle passe son enfance et son adolescence à Königsberg, en Prusse-Orientale, reçoit des leçons de son grand-père maternel. Considérant les dispositions de sa fille pour le dessin, son père l'encourage à suivre des cours. À partir de 1881, Käthe, âgée de 14 ans, s'initie à son art auprès du peintre Gustav Naujok et du graveur sur cuivre Rudolf Mauer.
En 1885, elle quitte Königsberg pour Berlin, où elle fréquente l'école de dessin et de peinture et fait la connaissance de Gerhart Hauptmann et Arno Holz. En 1886, elle revient à Königsberg et suit alors les cours d'Emil Neide, à l'académie des arts, puis elle séjourne à Munich où elle parachève sa formation auprès du professeur Ludwig von Herterich et se fiance à Karl Kollwitz, camarade de classe de son frère devenu étudiant en médecine qui veut se consacrer aux populations pauvres des villes. Elle retourne à Königsberg en 1890.

### Famille
De retour à Königsberg, Käthe Schmidt, jeune femme de 24 ans, épouse en 1891 Karl Kollwitz âgé de 28 ans et devenu médecin. Le couple emménage dans un quartier ouvrier de Berlin, à l'angle de la rue qui s'appelait alors « Weißenburger Strasse » et aujourd'hui « Kollwitzstraße ». En 1892 naît leur premier fils, Hans. En 1896, Käthe Kollwitz donne le jour à un second garçon, Peter.
Sa sœur Lisbeth épouse Georg Stern, un ingénieur qui deviendra directeur d'AEG. Leurs trois filles feront carrière dans le monde du cinéma et de la danse sous les noms de scènes de Johanna Hofer, Maria Matray et Katta Sterna.
En 1904, alors qu'elle est en visite à Paris, Käthe Kollwitz rencontre quelques élèves qui se sont établies dans la capitale française. Comme l'une d'elles vit dans une grande précarité, elle lui propose de prendre à sa charge l'éducation de son fils âgé de 11 ans, Georg Gretor. Elle ramène l'enfant avec elle en Allemagne et l'élèvera comme un troisième fils.

### Carrière artistique

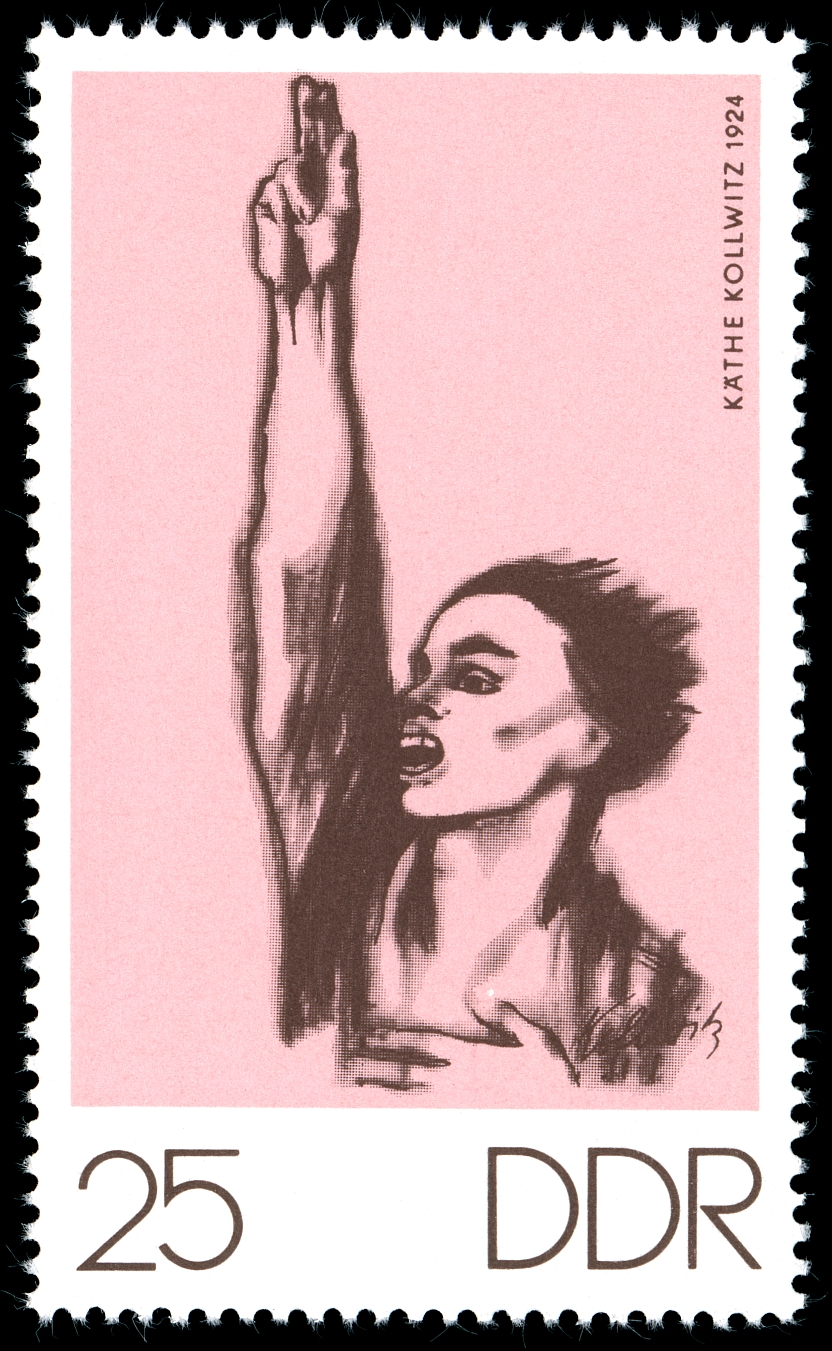
Timbre-poste émis par la RDA en 1970, reprenant une affiche de 1924, illustrée par Käthe Kollwitz : Nie wieder Krieg! (Plus jamais de guerre !).

De 1898 à 1903, Käthe Kollwitz enseigne à l'école artistique pour femmes de Berlin. Après une série de gravures intitulée Une révolte de tisserands (1893-1897), elle réalise une autre série sur le thème de La Guerre des paysans (1901-1908). Elle publie des gravures dans la revue Pan. En 1910, elle commence à exercer dans le domaine de la sculpture en s'inspirant du célèbre sculpteur Ernst Barlach. Elle se lie d'amitié avec le peintre berlinois Otto Nagel.
En 1913 son mari fonde l'Association des médecins sociaux-démocrates. Début août 1914, la Première Guerre mondiale éclate et ses fils s'engagent dans l'armée impériale. Le cadet Peter, 18 ans, tombe au champ d'honneur dès le 23 octobre à Dixmude lors des combats de la première bataille d'Ypres. Cette tragédie amène Käthe Kollwitz à se tourner vers le pacifisme et le socialisme. En novembre 1918, l'Allemagne est vaincue. Le système monarchique s'effondre. La république est proclamée et les mouvements révolutionnaires violemment réprimés.
Au sortir de la guerre, son fils Hans, médecin comme son père, épouse Othilie Ehlers née en 1900 et qui est également graphiste. Le couple aura quatre enfants : le premier enfant, né en 1921, est un fils prénommé comme son oncle tombé au champ d'honneur, Peter, suivront deux filles jumelles et un garçon : Jordis et Jutta en 1923 et Arne en 1930.
En 1919, Käthe Kollwitz, 52 ans, est la première femme à devenir membre de l'Académie des arts de Berlin. Elle dédie une sculpture sur bois à Karl Liebknecht, cofondateur assassiné du Parti communiste d'Allemagne (KPD), ancien membre du Parti social-démocrate (SPD). Son mari est membre du conseil municipal de Berlin.
Käthe Kollwitz mentionne dans son journal que l'art a pour tâche de représenter les conditions sociales des prolétaires. Elle participe à la tentative de construction d'une unité des travailleurs luttant contre le nazisme et est co-signataire d'un appel en juin 1932 pour l'unité d'action entre le KPD et le SPD.
Avec l'arrivée au pouvoir des nazis en 1933, Käthe Kollwitz est contrainte de démissionner de son poste à l'Académie prussienne des arts et de sa fonction de directrice de la classe de graphisme. On lui retire également sa décoration Pour le Mérite de la section Arts et Lettres. Il lui est interdit d'exposer son travail, bien qu'une partie de ses toiles ait été utilisée par les nazis à des fins de propagande. Le couple Kollwitz est menacé de déportation mais leur notoriété les protège. Son beau-frère étant de confession juive, elle prend avec toute sa famille le chemin de l'exil.
En 1934, Käthe Kollwitz commence son dernier cycle de gravure Vom Tode (Mort) qu'elle achève en 1937,. Le 19 juillet 1940, son mari, aveugle depuis plusieurs années, meurt à l'âge de 77 ans.

### Dernières années
Käthe Kollwitz s'installe pendant quelque temps en Thuringe au château de Bischofstein (de) dans la région de Lengenfeld unterm Stein (de). En 1942, son petit-fils Peter, 21 ans, prénommé comme son oncle tombé en Flandre en 1914, tombe à son tour devant Stalingrad. Berlin subissant les bombardements de l'aviation alliée, Käthe Kollwitz part s'installer à Nordhausen en 1943. En novembre 1943, son appartement berlinois, situé Weißenburger Straße, est bombardé et détruit par l'aviation alliée. L'appartement de son fils Hans subit le même sort quelques jours plus tard.
En juillet 1944, elle part pour Moritzburg (Rudenhof), près de Dresde. Elle y meurt en avril 1945, soit deux mois après le bombardement qui a détruit presque toute la ville et deux semaines seulement avant la fin de la guerre en Europe. Elle était âgée de 77 ans. Sa belle-fille s'éteindra en 1963, son fils Hans en 1971.
Käthe Kollwitz est enterrée avec des membres de sa famille dans le cimetière central de Berlin-Friedrichsfelde. Sa tombe se trouve dans la section des artistes et a été classée « tombe d'honneur ».

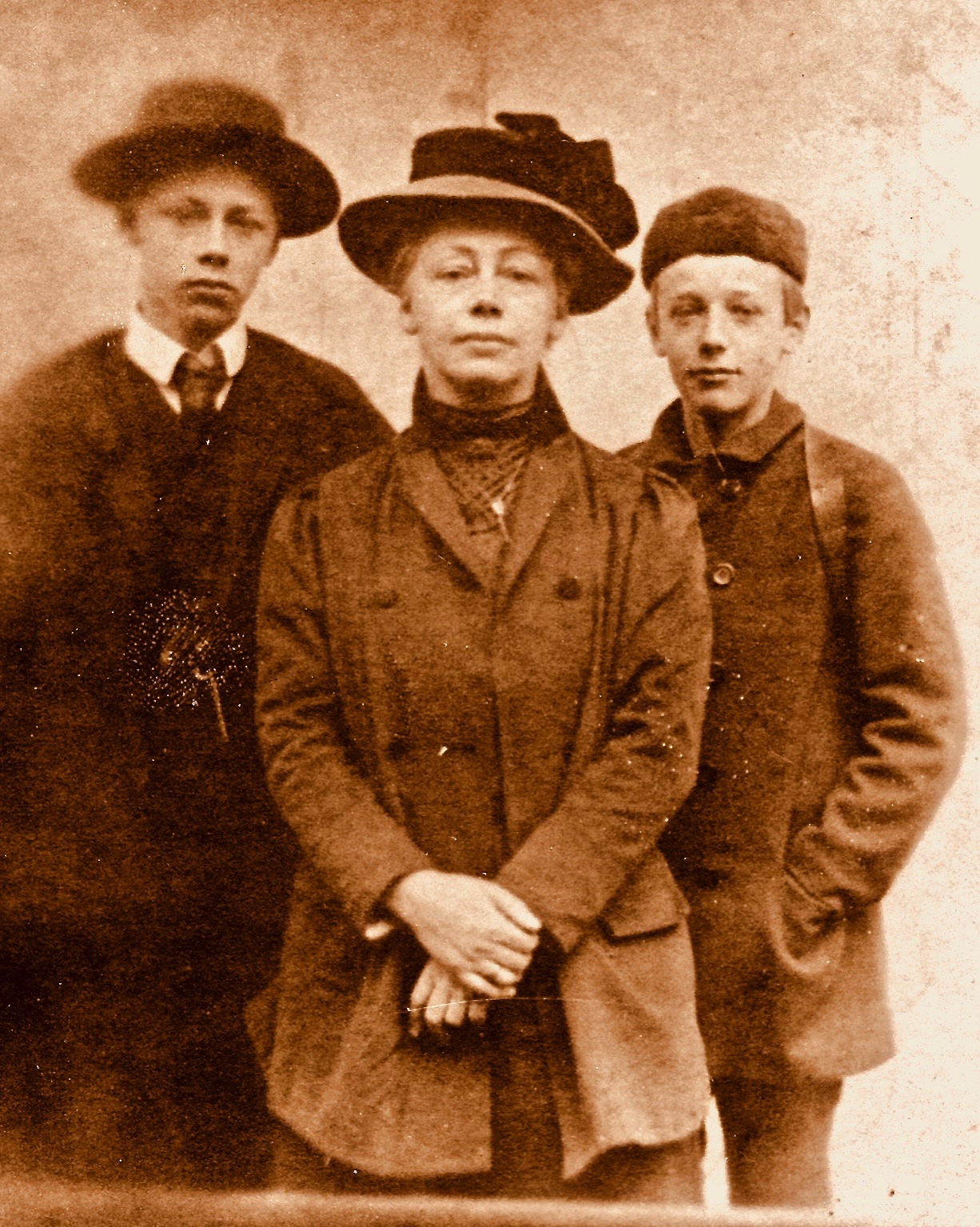
Käthe Kollwitz et ses fils (1909).
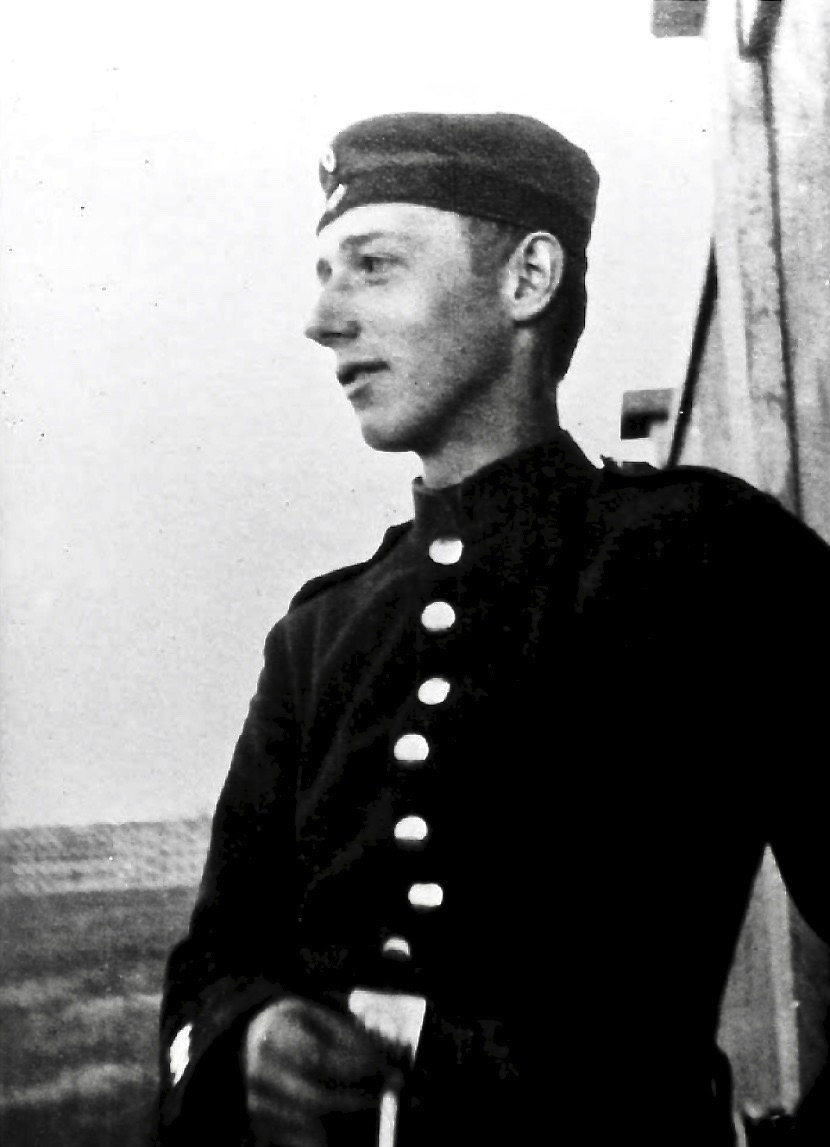
Peter Kollwitz (octobre 1914).
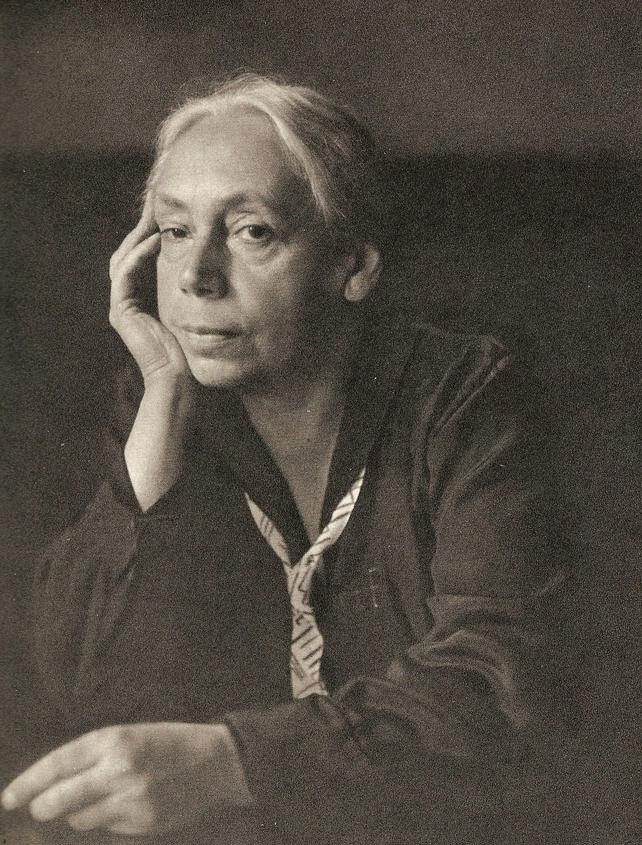
Käthe Kollwitz en 1927.
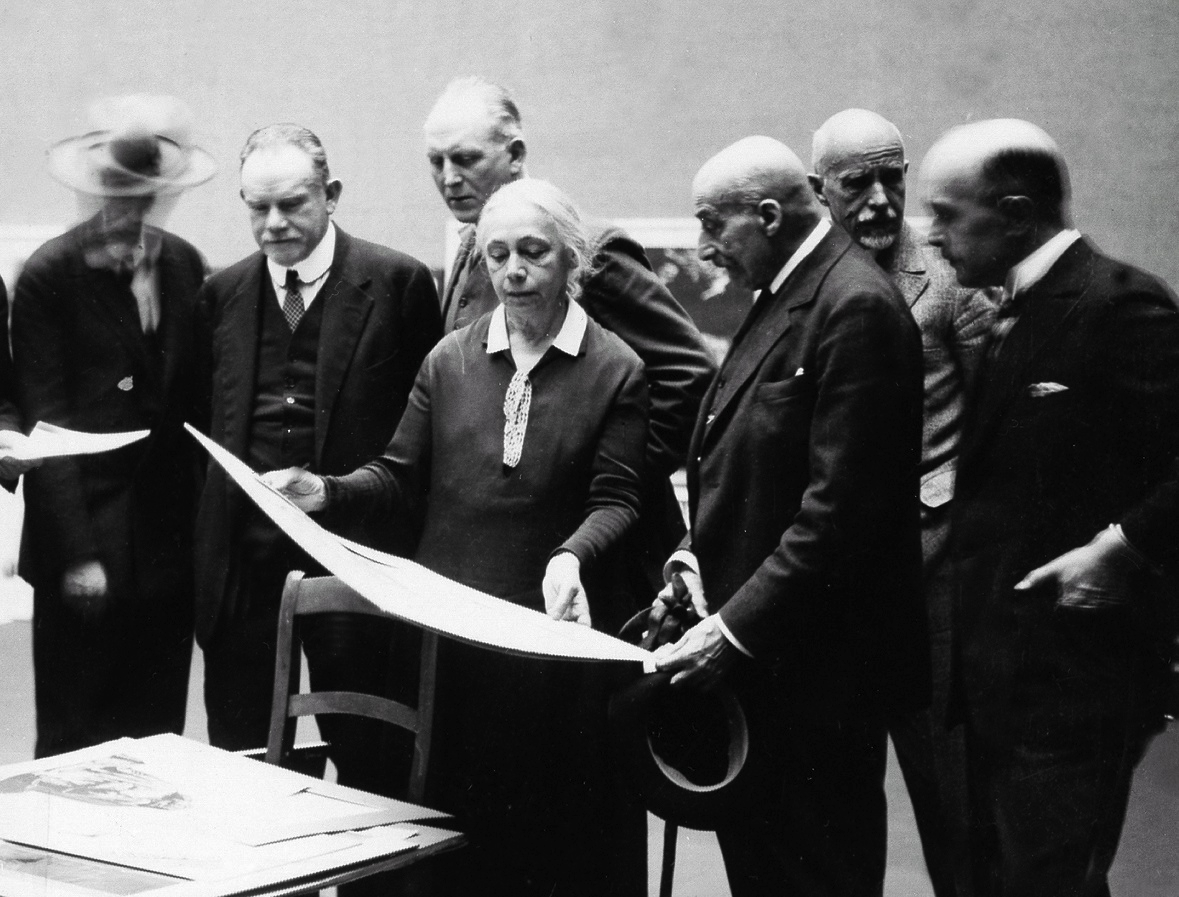
Käthe Kollwitz et ses confrères de l'académie de Berlin (1927).
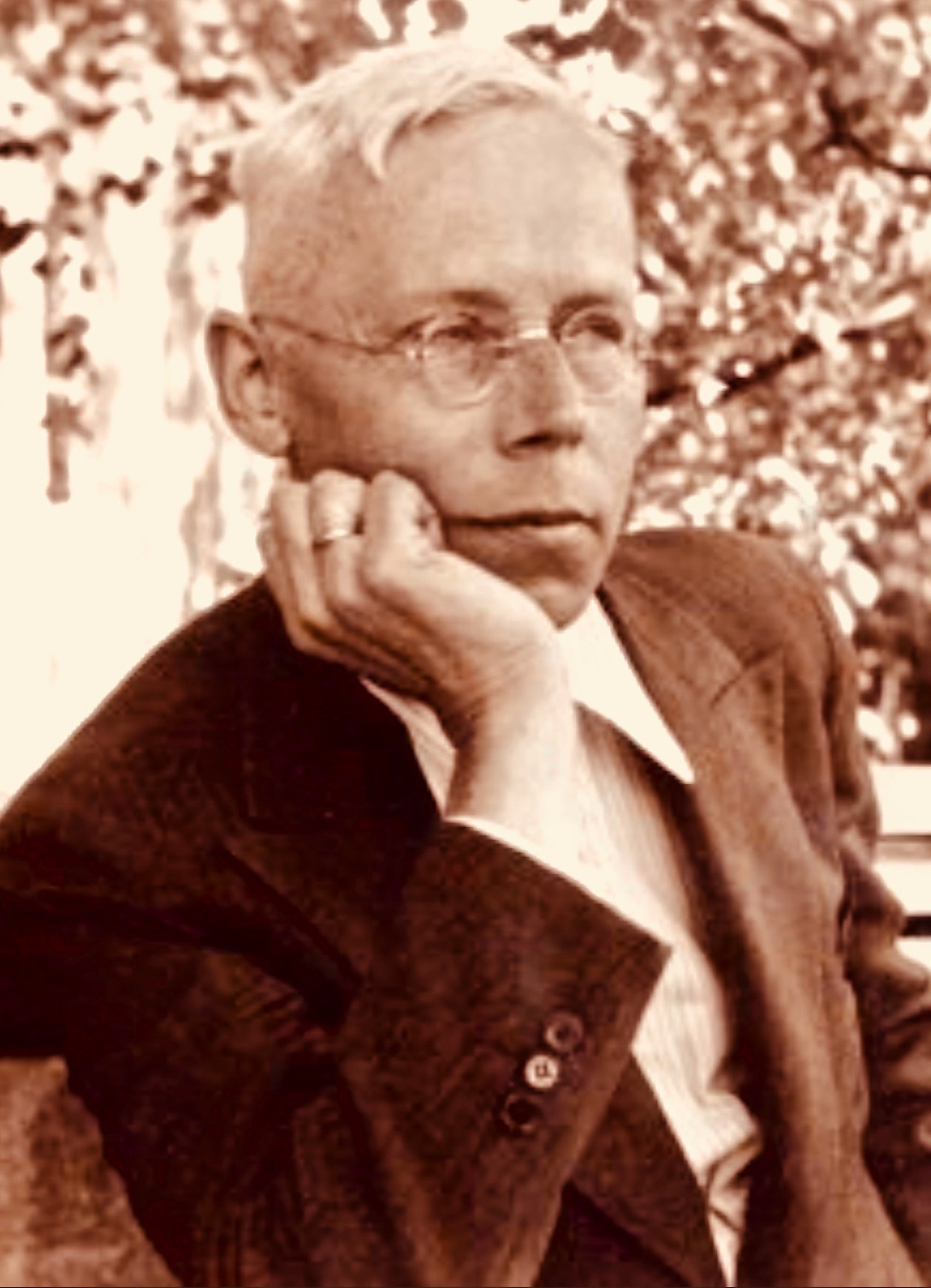
Hans Kollwitz (1930).
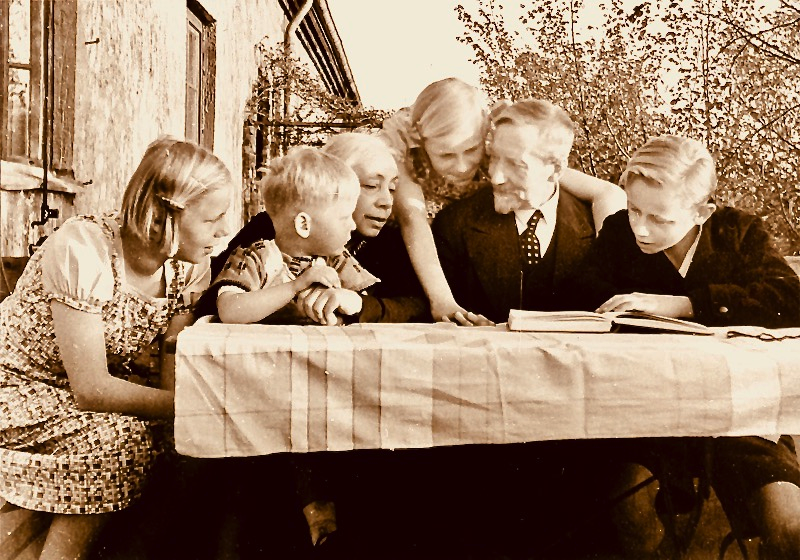
Käthe et Karl Kollwitz entourés par leurs petits-enfants (1935).

## Œuvres

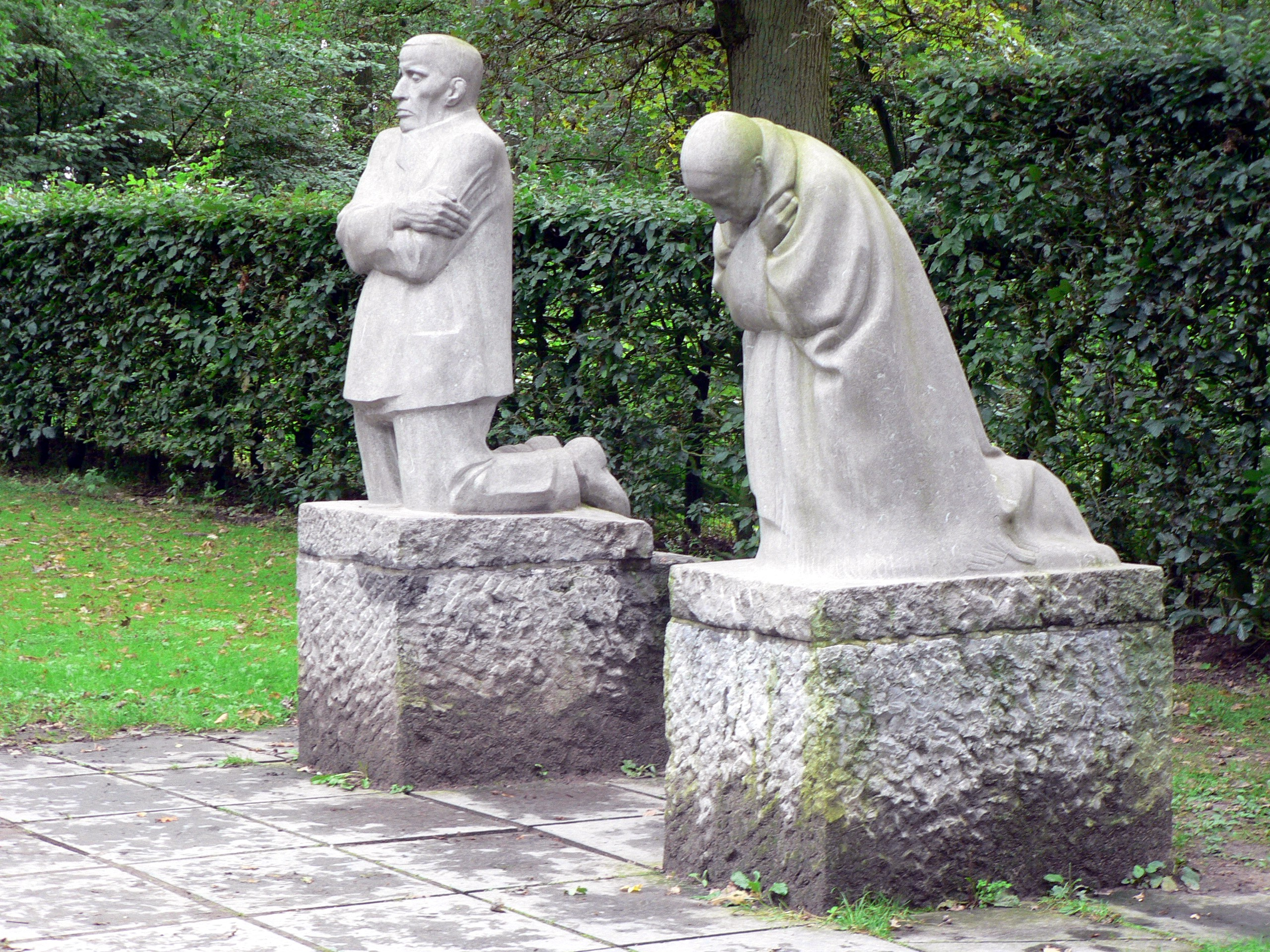
Parents en deuil, sculpture pour leur fils Peter au cimetière militaire allemand de Vladslo.

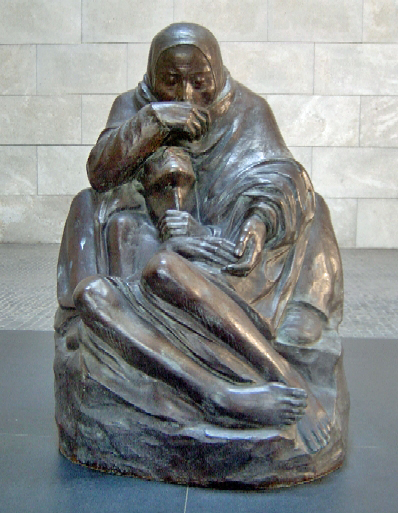
La Mère et son fils mort placée à Neue Wache, à Berlin.

L'ensemble de ses œuvres regroupe des estampes, des sculptures en bois et plastique, traitant de problèmes de société :
- 1893-1897 : cycle « Un soulèvement de tisserands » (Ein Weberaufstand) ;
- 1901-1908 : cycle « Guerre des paysans » (Bauernkrieg) ;
- 1919 : sculpture sur bois à la mémoire de Karl Liebknecht (assassiné avec Rosa Luxemburg lors de la répression de l'insurrection de Berlin) ;
- après la Première Guerre mondiale, elle réalise un cycle sur « La guerre, la prolétariat, la mort et la famine ». Au cimetière militaire allemand de Vladslo deux statues la représentent avec son mari en train de pleurer sur la tombe de leur fils, tombé non loin de là en 1914. Avec le temps ces sculptures sont devenues le symbole de tous les parents dont un fils a été tué à la guerre ;
- des affiches socialistes, par exemple Nie wieder Krieg (« Plus jamais de guerre »), créée pour la journée de la jeunesse allemande à Leipzig ;
- 1934-1937 : cycle « Mort » (Vom Tode) ;
- 1940 : dessins sur les mêmes thèmes, par exemple, en 1943, « Da stehe ich und grabe mir mein eigenes Grab » (« je reste ici et je creuse ma propre tombe »).

Kollwitz était membre de l'organisation artistique de Berlin, elle travaillait aussi pour l'association internationale d'aide aux travailleurs, Secours ouvrier international, et elle fut la première femme à faire partie, en 1919, de l'Académie des arts prussienne. Elle n'appartenait à aucun parti mais apparaissait et se considérait elle-même comme une socialiste.
Plusieurs de ses sculptures se trouvent dans l'espace public, comme celle de la Kollwitz-Platz à Berlin ou celle du cimetière militaire allemand de Vladslo (en Belgique) mais la plus connue reste La Mère et son fils mort placée dans la Neue Wache, à Berlin.

## Musées et hommages
La plupart des œuvres de Käthe Kollwitz sont exposées dans trois musées qui portent son nom, à Moritzburg, à Berlin et à Cologne.
Le musée de Cologne, construit en 1985, fut le premier à rendre hommage à l'artiste, il possède la plus grande collection de ses travaux. La Maison de Käthe Kollwitz à Moritzburg (près de Dresde) est aussi ouverte au public, et recèle deux cents des œuvres de cette artiste engagée. La commune de Koekelare en Belgique possède un Musée Käthe Kollwitz.
Après sa mort, pour lui rendre hommage, le prix Käthe-Kollwitz fut créé.
Plusieurs années après sa mort, beaucoup d'écoles, de librairies et de rues sont baptisées à son nom, à sa mémoire.
Pour célébrer le cinquantième anniversaire de sa mort, en 1995, ses œuvres furent présentées dans 48 musées et expositions privées.

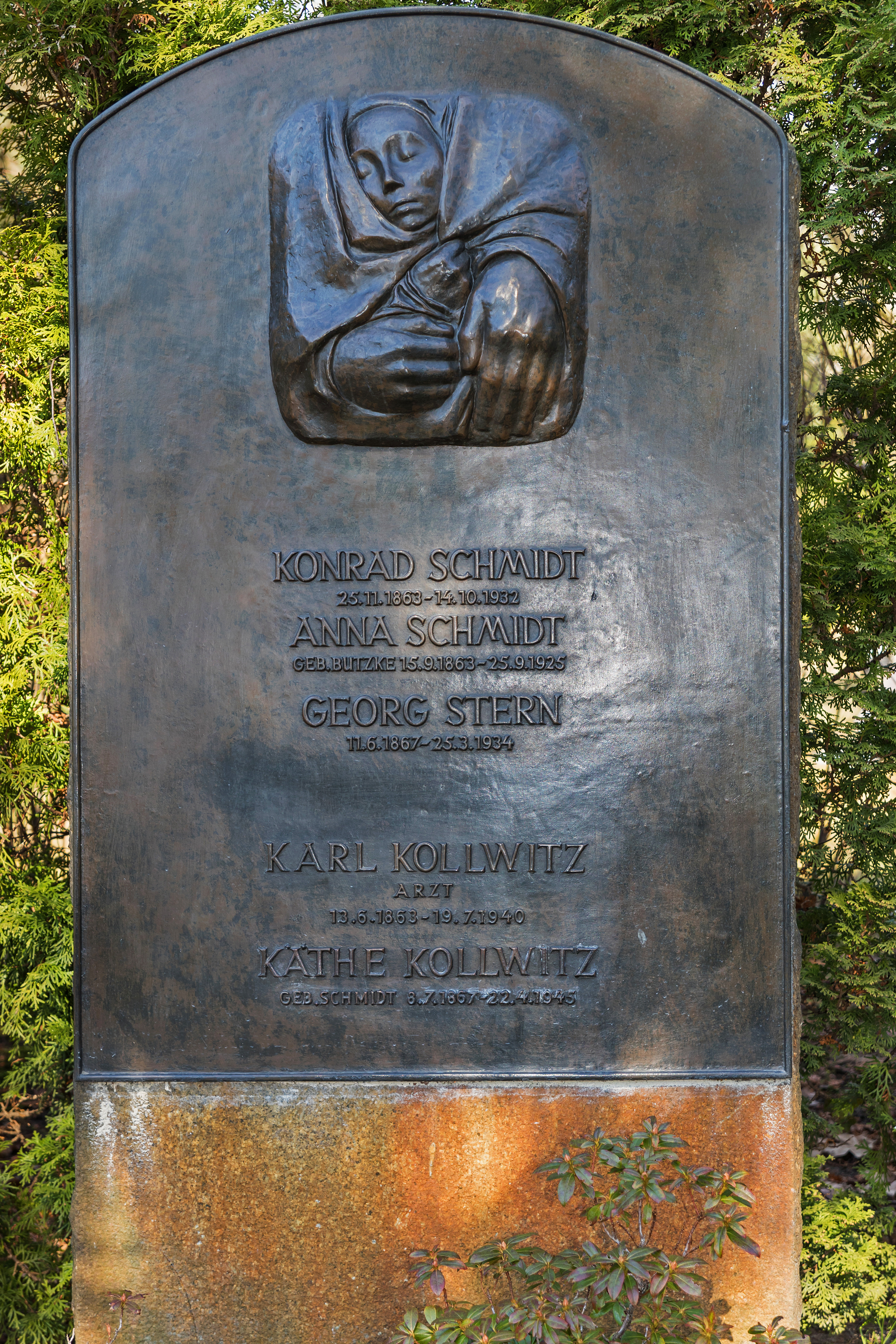
Ehrengrab (tombe d'honneur) de Käthe Kollwitz au cimetière central de Berlin-Friedrichsfelde à Berlin.
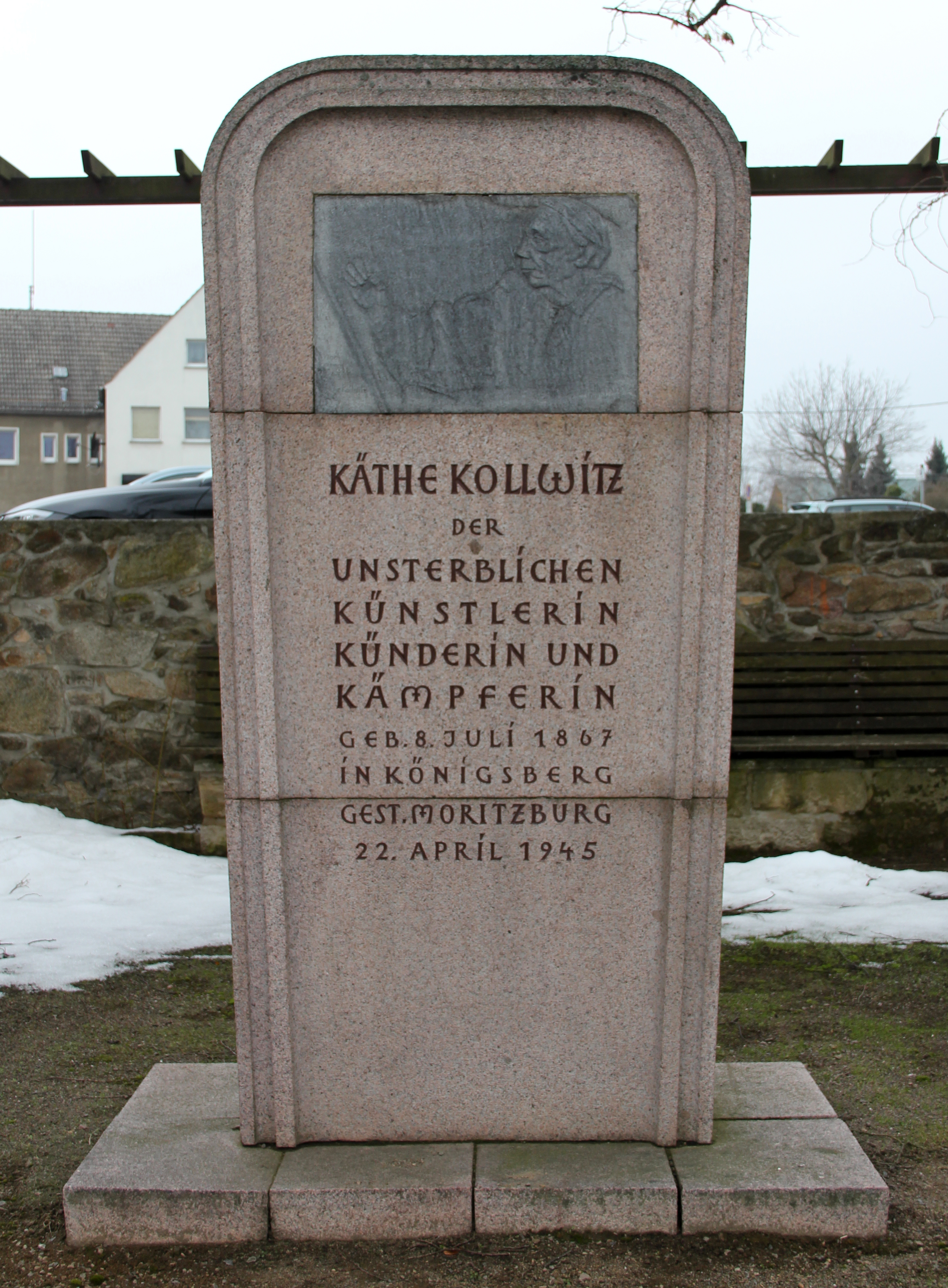
Stèle commémorative dans la Schloßallee à Moritzburg avec un bas-relief de Etha Richter.
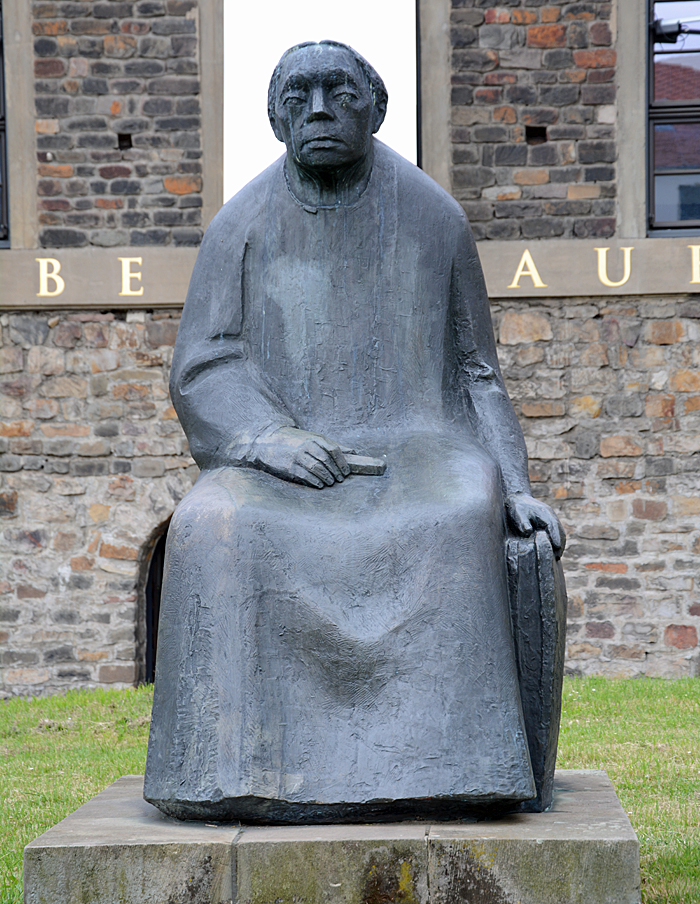
Monument à la mémoire de Käthe Kollwitz, par Gustav Seitz, Magdebourg.

### Expositions en France

#### Expositions monographiques
- Käthe Kollwitz : art graphique, dessins, sculptures : exposition à l'occasion du centenaire de l'artiste, Goethe Institut Paris, 1967
- Käthe Kollwitz : gravures, dessins, sculptures, exposition itinérante nationale, Lyon, Castres, Toulouse, Strasbourg, Troyes, Bordeaux, 1980-1982.
- La vérité des sens, musée départemental Georges-de-La-Tour de Vic-sur-Seille (Moselle), 2012[15]
- Je veux agir dans ce temps, musée d'Art moderne et contemporain de Strasbourg, octobre 2019 - janvier 2020[16]

#### Expositions thématiques
- Paris-Berlin, Rapports et contrastes, France-Allemagne 1900-1933, Paris, Centre Pompidou, 1978[17]
- La gravure allemande de 1900 à 1980 de musée d'histoire culturelle et la Kunsthalle de Rostock, R.D.A, Gravelines, 1982[18]
- Autour de l'Expressionnisme allemand et du Caligarisme, Toulouse, Musée des Augustins, 1984[19]
- Symboles et Réalités. La peinture allemande 1848-1905, Paris, Petit-Palais, 1984[20]
- Face à l'histoire, 1933-1996 : l'artiste moderne devant l'évènement historique, Paris, Centre Pompidou, 1996[21]
- Utopie et révolte : la gravure allemande du Jugendstil au Bauhaus dans les collections publiques françaises, Strasbourg Musée d'art moderne et contemporain[22]
- Big brother : l'artiste face aux tyrans, Dinan, 2012[23], lors du festival sous le commissariat artistique de Ashok Adicéam et avec la participation de divers artistes comme Brigitte Aubignac, Mircea Cantor, Maurizio Cattelan, etc.
- De l'Allemagne : de Friedrich à Beckmann, Paris, Louvre, 2013[24]
- Les désastres de la guerre, 1800-2014, Lens : Louvre-Lens, 2014[25]

## Galerie

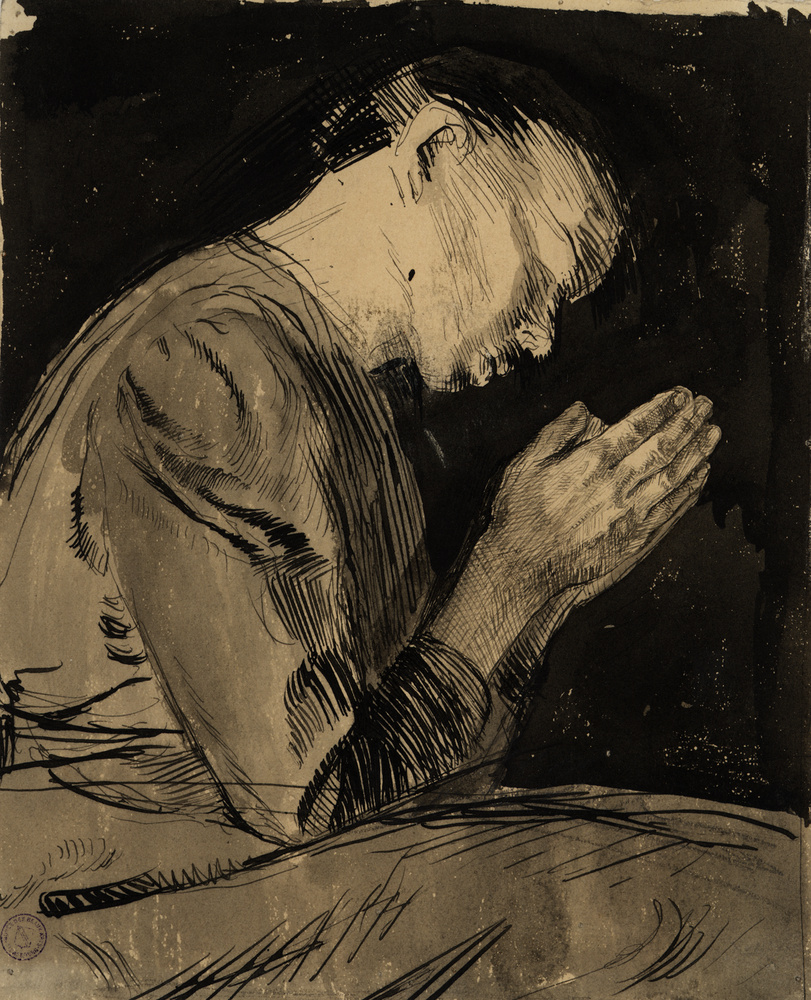
Betende Frau (Femme en prière), 1892. Musée d'Art moderne et contemporain de Strasbourg.
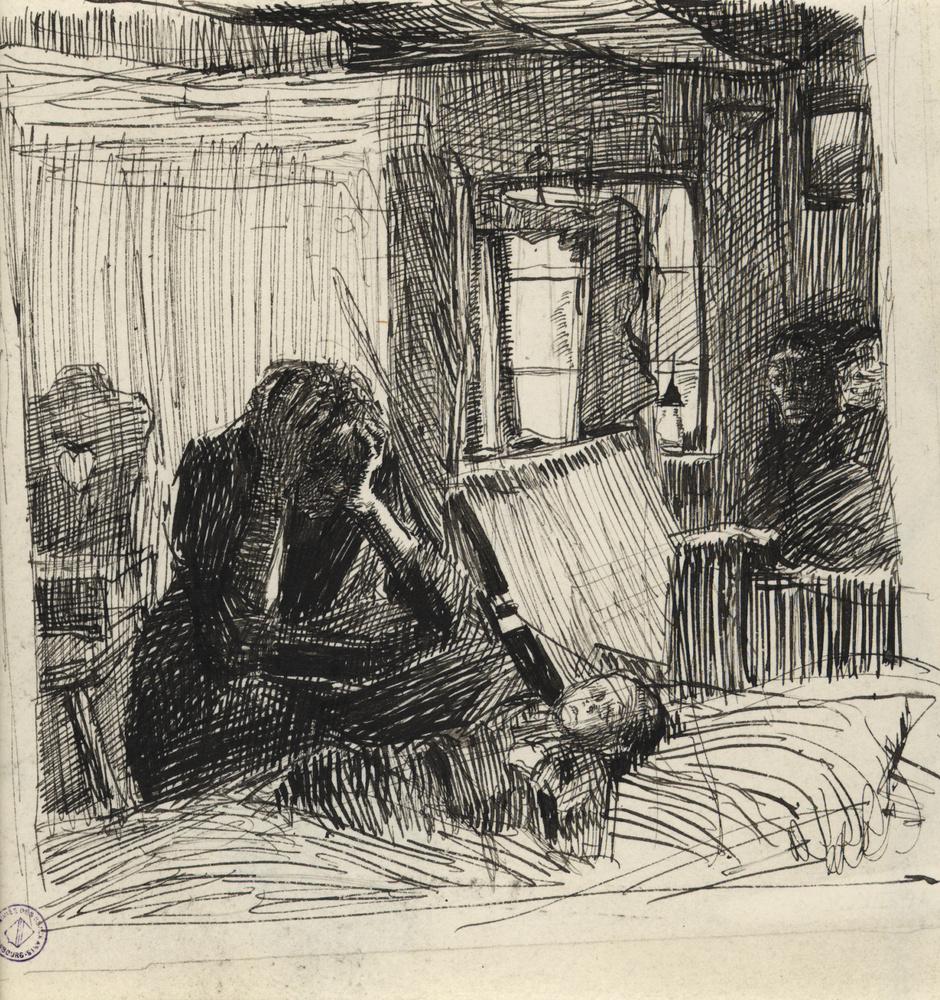
Not (Misère), 1897. Musée d'art moderne et contemporain de Strasbourg
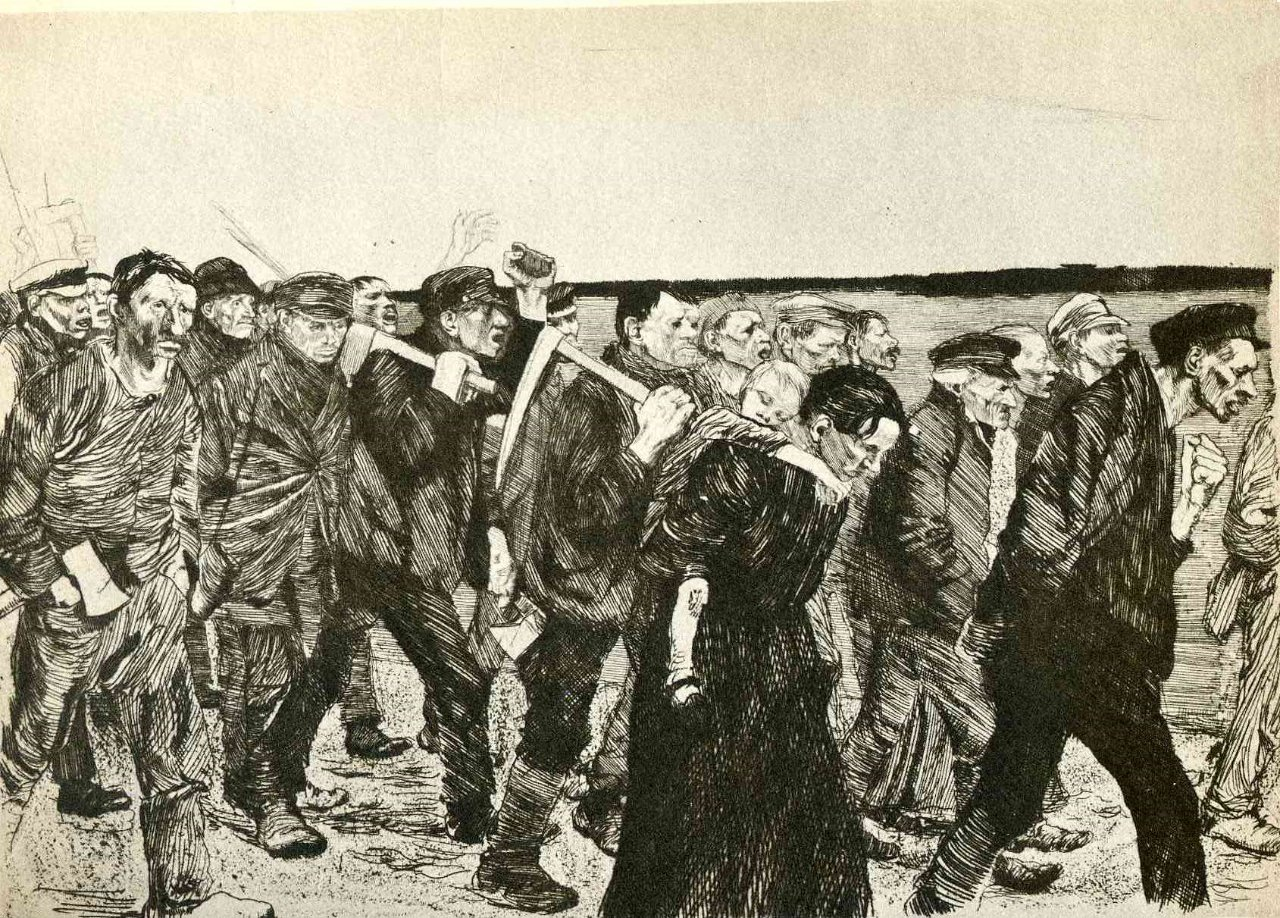
Weberzug (Cortège des tisserands), 1897.
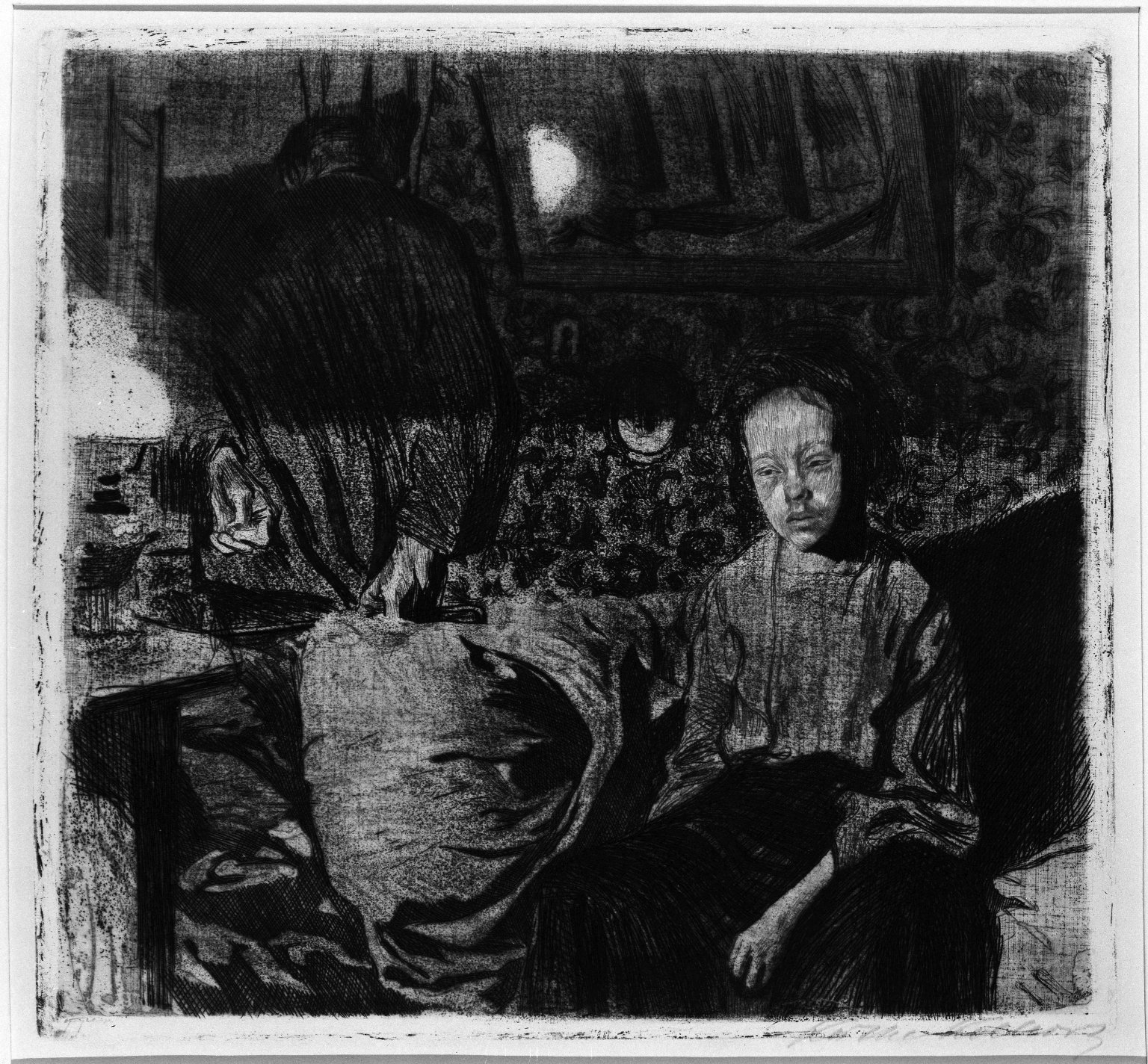
Junges Paar (Jeune couple), 1904. Brooklyn Museum.
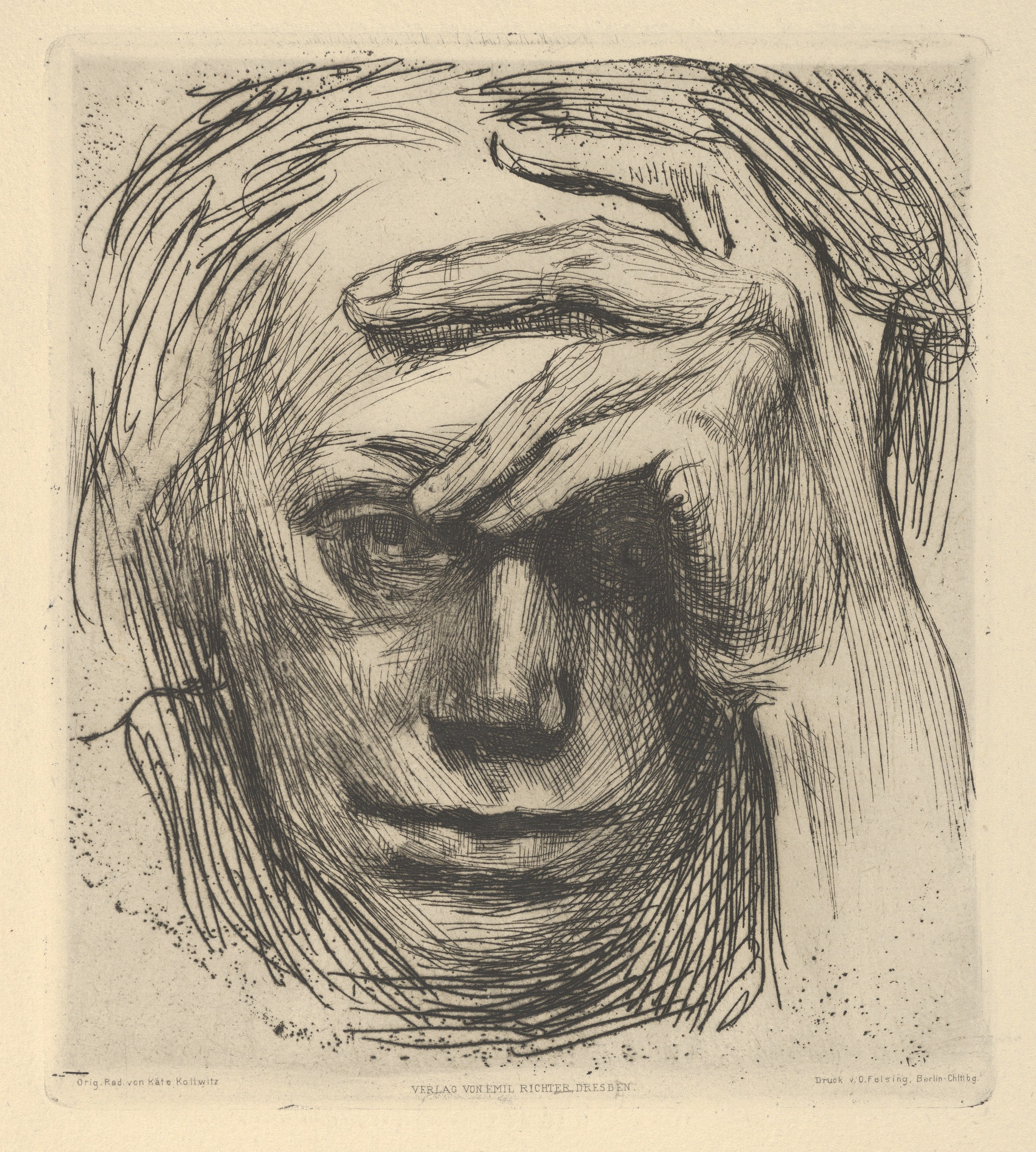
Selbstbildnis mit der Hand an der Stirn (Autoportrait avec la main sur le front), 1910.
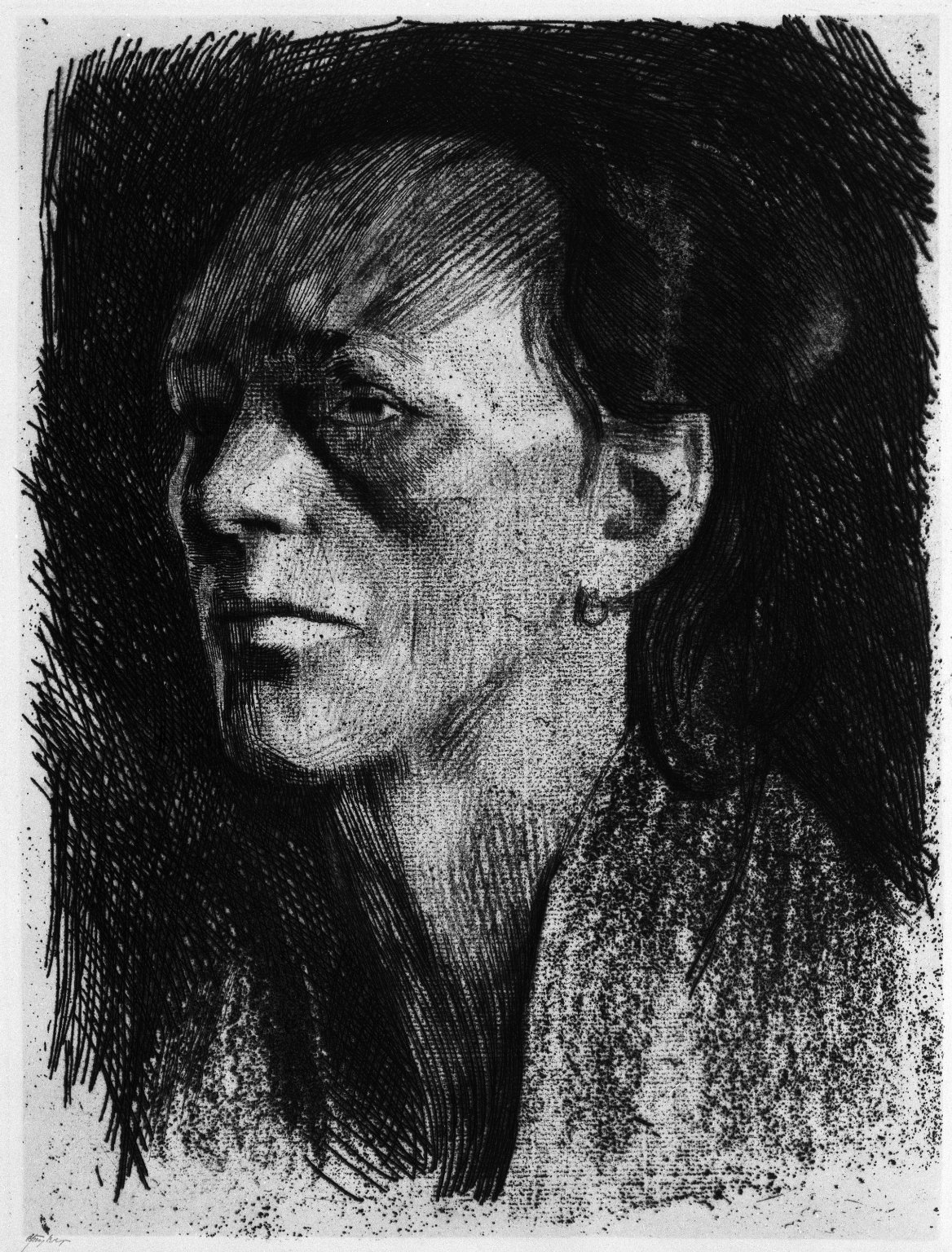
Arbeiterfrau (mit dem Ohrring) (Femme d'ouvrier avec boucle d'oreille), 1910. Brooklyn Museum.
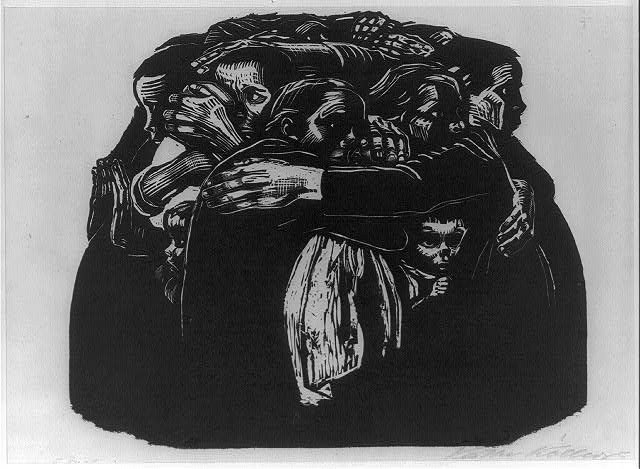
Die Mütter (Les mères), 1922, Bibliothèque du Congrès.
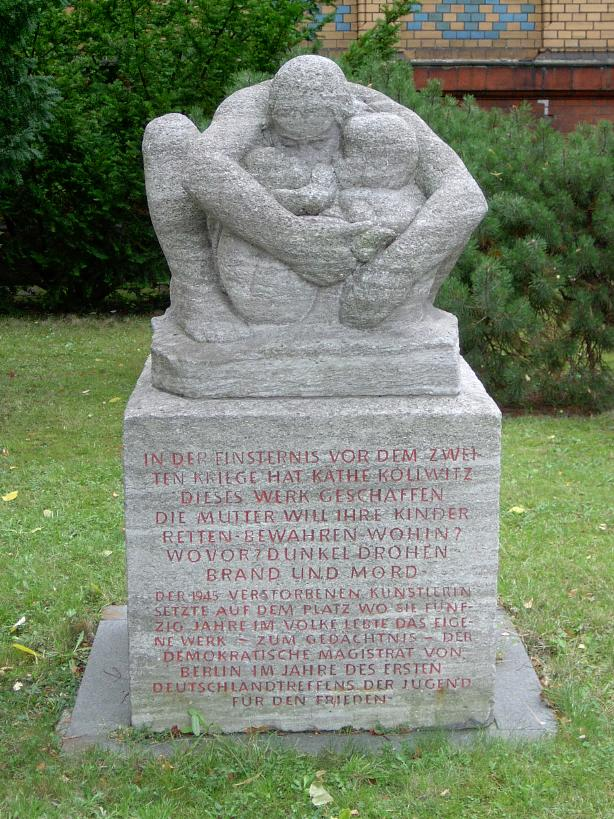
Mère avec deux enfants, 1934, Fröbelstraße (Berlin-Prenzlauer Berg).
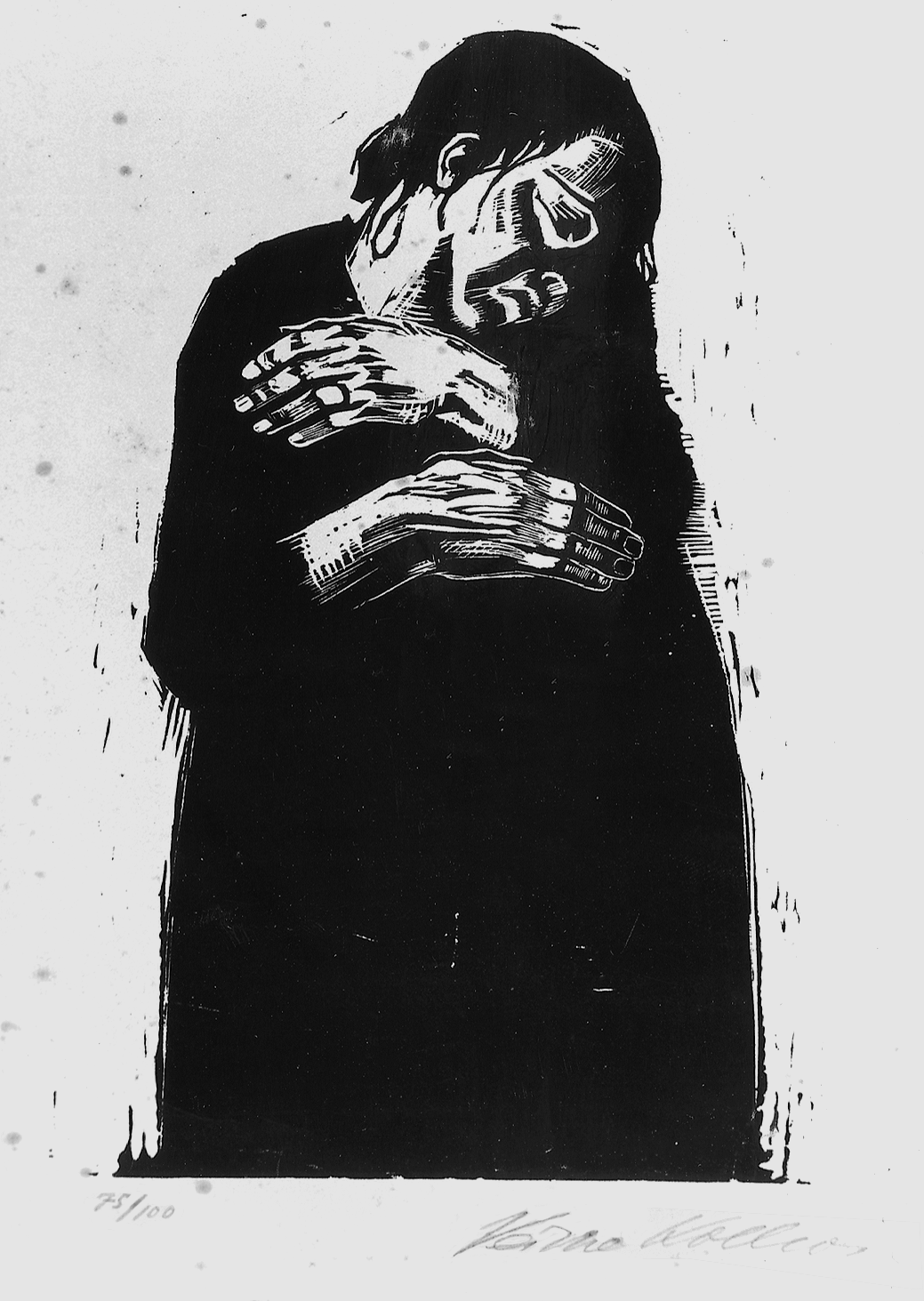
La Veuve I (1922-23), gravure sur bois de la collection Mario de Andrade, à l'Instituto de Estudos Brasileiros

#### Catalogues raisonnés

##### Estampe
- (de) August Klipstein, Käthe Kollwitz : Verzeichis des Graphischen Werkes, Berne, 1955.
- (de) Alexandra von dem Knesebeck, Käthe Kollwit : Werkverzichnis der Graphik (2 vols.), Berne, 2002.
- (fr) Johannes Sievers, Les eaux-fortes et les lithographies de Käthe Kollwitz (1890 à 1912), Loys Delteil, 1913, 141 p.

##### Dessin
- (de) Otto Nagel (dir.), Werner Timm et Sibylle Schallenberg-Nagel, Käthe Kollwitz : Die Handzeichnungen, Stuttgart, 1980.
- (de) Uwe M. Schneede, Käthe Kollwitz: Die Zeichnerin, Das Kunstverein, 1980, 188 p.

##### Sculpture
- (de) Annette Seeler, Käthe Kollwitz : Die Plastik. Werkverzeichnis, Munich, 2016.

##### Œuvre complet
- (fr) Käthe Kollwitz : art graphique, dessins, sculptures, Goethe-Institut, 1967, 52 p.
- (fr) Käthe Kollwitz : gravures, dessins, sculptures, Institut für Auslandsbeziehungen, Cantz, 1980.

#### Catalogues d'exposition
- (en) Frances Carey et Max Egremont, Portrait of the Artist (cat. exp.), Ikon Gallery et le British Museum, 2017 (ISBN 978-1-911155-14-0).
- (fr) Hannelore Fischer, Alexandra von dem Knesebeck, Je veux agir dans ce temps, Musées de la ville de Strasbourg & Käthe Kollwitz Museum Köln, 2019, 200 p.  (ISBN 9782351251676).
- (fr) Gudrun Fritsch, Camille Maisse, Laurent Thurnherr, Käthe Kollwitz. La vérité des sens, Conseil Général de la Moselle, Musée départemental Georges de La Tour, IAC éditions, 2012, 120 p.

#### Autres
- (fr) Sylvie Doizelet, Micheline Doizelet (présentation et traduction), Le Journal de Käthe Kollwitz (1908-1943), L'Atelier contemporain, 2018, 308 p.
- (de) Renate Hinz, Käthe Kollwitz. Druckgrafik Plakate Zeichnungen, « EP 26 », Elefanten Press Verlag, Berlin (West), 1980 p. 152.
- (en) Martha Kearns, Käthe Kollwitz: Woman and Artist, Feminist Press, 1976, 237 p.  (ISBN 9780912670157).
- (en) Hans Kollwitz, The Diary and Letters of Kaethe Kollwitz (trad. Clara Winston), Northwestern University Press, 1989, 272 p.  (ISBN 9780810107618).
- (fr) Sylvie Pertoci, Marie Gispert (traduction, préface), Mais il faut pourtant que je travaille : journal - articles - souvenirs de Käthe Kollwitz, L'atelier contemporain, 2019, 518 p. Traduction intégrale du journal de Käthe Kollwitz 1908-1943  (ISBN 9791092444841).
- Gary Sheffield, La première Guerre mondiale en 100 objets : Ces objets qui ont écrit l'histoire de la grande guerre, Paris, Elcy éditions, 2013, 256 p. (ISBN 978 2 753 20832 2), p. 250-251

### Filmographie
- 1987 : Käthe Kollwitz, images d'une vie (Käthe Kollwitz – Bilder eines Lebens) de Ralf Kirsten (de).

#### Notices
- Ressources relatives aux beaux-arts :   - Académie des arts de Berlin
  - Art Institute of Chicago
  - Art UK
  - Artists of the World Online
  - Auckland Art Gallery
  - Bénézit
  - British Museum
  - Collection de peintures de l'État de Bavière
  - Cooper–Hewitt, Smithsonian Design Museum
  - Delarge
  - Galerie berlinoise
  - Galerie nationale de Finlande
  - Grove Art Online
  - Kunstindeks Danmark
  - Musée d'art Nelson-Atkins
  - Musée d'Orsay
  - Musée des beaux-arts du Canada
  - Musée national du Victoria
  - Musée Städel
  - Museum of Modern Art
  - National Gallery of Art
  - Nationalmuseum
  - RKDartists
  - Tate
  - Te Papa Tongarewa
  - Union List of Artist Names
- Ressources relatives au spectacle :   - Archives suisses des arts de la scène
  - Les Archives du spectacle
- Ressources relatives à l'audiovisuel :   - Filmportal
  - IMDb
- Ressource relative à la littérature :   - Internet Speculative Fiction Database
- Ressource relative à la musique :   - Discogs
- Notices dans des dictionnaires ou encyclopédies généralistes :   - 1914-1918-Online
  - Britannica
  - Brockhaus
  - Den Store Danske Encyklopædi
  - Deutsche Biographie
  - Dictionnaire universel des créatrices
  - Enciclopedia delle donne
  - Enciclopedia De Agostini
  - Enciclopédia Itaú Cultural
  - Gran Enciclopèdia Catalana
  - Hrvatska Enciklopedija
  - Internetowa encyklopedia PWN
  - Nationalencyklopedin
  - Munzinger
  - Store norske leksikon
  - Universalis
  - Visuotinė lietuvių enciklopedija
- Notices d'autorité :   - VIAF
  - ISNI
  - BnF (données)
  - IdRef
  - LCCN
  - GND
  - Italie
  - Japon
  - CiNii
  - Espagne
  - Belgique
  - Pays-Bas
  - Pologne
  - Israël
  - NUKAT
  - Catalogne
  - Suède
  - Vatican
  - WorldCat

#### Autres
- Site consacré à Käthe Kollwitz
- « Käthe Kollwitz, l'œuvre miroir d'une époque », article sur le Guide de l'estampe